# Maci Laci és az űrmedvék
A Maci Laci és az űrmedvék (eredeti cím: Yogi and the Invasion of the Space Bears) 1988-ban bemutatott amerikai televíziós rajzfilm, amelyet Ray Patterson és Don Lusk rendezett. Az animációs játékfilm producere Bernard Wolf. A forgatókönyvet Neal Barbera írta, a zenéjét Sven Libaek szerezte. A tévéfilm a Hanna-Barbera gyártásában készült. Műfaja kalandos sci-fi filmvígjáték.
Amerikában 1988. november 20-án mutatták be a televízióban.

## Szereplők
| Szereplő        | Hang                              |
| --------------- | --------------------------------- |
| Maci Laci       | Daws Butler                       |
| Bubu            | Don Messick                       |
| Smith vadőr     | Don Messick                       |
| Cindy Maci      | Julie Bennett Linda Harmon (ének) |
| Snulu           | Susan Blu                         |
| Hegyi medve     | Sorrell Booke                     |
| Zor 1           | Townsend Coleman                  |
| Zor 2           | Rob Paulsen                       |
| Roubideux vadőr | Peter Cullen                      |
| Jones vadőr     | Michael Rye                       |
| DX Nova         | Frank Welker                      |
| Brown vadőr     | Patric Zimmerman                  |

## Betétdalok
- Space Bear Shuffle
- How Can There Be Spring?
- True Blue Boo Boo
- Unbeatable Team